# Château de Bordeaux (Brée)
 (juillet 2025).
Motif : pas de sources récentes
- Archive Wikiwix
- Bing
- Cairn
- DuckDuckGo
- E. Universalis
- Gallica
- Google
- G. Books
- G. News
- G. Scholar
- Persée
- Qwant
- (zh) Baidu
- (ru) Yandex
- (wd) trouver des œuvres sur Wikidata

| 1. | Préciser le motif de la pose du bandeau. | Précisez le motif de la pose du bandeau en utilisant la syntaxe suivante : {{admissibilité à vérifier\|date=juillet 2025\|motif=remplacez ce texte par le motif}}                               |
| 2. | Informer les utilisateurs concernés.     | Pensez à avertir le créateur de l'article, par exemple, en insérant le code ci-dessous sur sa page de discussion : {{subst:avertissement admissibilité à vérifier\|Château de Bordeaux (Brée)}} |

Le Château de Bordeaux était un château français situé à Brée, dans le département de la Mayenne et la région des Pays de la Loire. Il était situé au Sud du bourg, sur le bord de la Jouanne ; les derniers vestiges en ont disparu depuis 1880.

## Désignation
- La carte de Cassini indique un village.

## Histoire
Il s'agissait d'un fief relevant de la Ramée. François-Augustin Gérault a vu encore un pan de mur et des traces de l'enceinte du vieux manoir. Le domaine consistait, au XVIIIe siècle, dans les métairies de la Bourlière, des Mortrais, avec des rentes seigneuriales.

## Sources et bibliographie
- « Château de Bordeaux (Brée) », dans Alphonse-Victor Angot et Ferdinand Gaugain, Dictionnaire historique, topographique et biographique de la Mayenne, Laval, A. Goupil, 1900-1910 [détail des éditions] (BNF 34106789, présentation en ligne)